# 高穀臨時內閣
高穀臨時內閣成立於天順元年正月二十二日（1457年2月16日），結束於同年二月六日（1457年3月1日）。是景泰、天順兩朝交接之際的一個臨時內閣，由時任謹身殿大學士高穀組閣。
天順元年二月一日（1457年2月24日），明英宗將明代宗復廢為郕王。六日，高穀在政治壓力下辭職；同日英宗正式任命徐有貞出任內閣首輔。

## 組閣過程
景泰八年（1457年）正月，代宗病重。十六日夜（2月10日），武清侯石亨、左副都御史徐有贞等大臣带一千餘士兵偷襲紫禁城，撞开南宮宫门，接出太上皇英宗直奔东华门。次日黎明，英宗在奉天殿復位，史称「奪門之變」。二十二日，英宗對作為景泰朝執政班底的陳循內閣發動整肅：首輔陳循充軍遼東，商輅、蕭鎡削職為民，王文同兵部尚書于謙被棄市斬首。未被革職的次輔高穀遂暫代首輔職務，然而閣權實由徐有貞等英宗親信把持。

## 內閣成員
| 職位     | 姓名   | 備注         |
| -------- | ------ | ------------ |
| 代理首輔 | 高穀   | 曹鼐內閣續任 |
| 次輔     | 懸缺   |              |
| 大學士   | 徐有貞 |              |
| 大學士   | 許彬   |              |
| 大學士   | 薛瑄   |              |